# Vicaria
La Vicaria, más conocida como il Vasto, es un barrio de Nápoles situado junto al centro histórico. Forma parte del cuarto municipio junto con San Lorenzo, Zona Industriale y Poggioreale.

## Límites
El barrio limita:
- al norte con el barrio San Carlo all'Arena, separado por la Via Sant'Attanasio, Via Don Bosco, Via Arenaccia y Largo Santa Maria del Pianto;
- al oeste con el barrio San Lorenzo, separado por la Piazza Garibaldi, Piazza Principe Umberto, Piazza Luigi Poderico, Corso Garibaldi, Corso Novara, Via Torino, Via Sant'Attanasio, Via Don Bosco y Via Arenaccia;
- al este con el barrio Poggioreale, separado por la Via Giovanni Porzio, Via Nuova Poggioreale, Largo Santa Maria del Pianto y Corso Malta.

## Historia

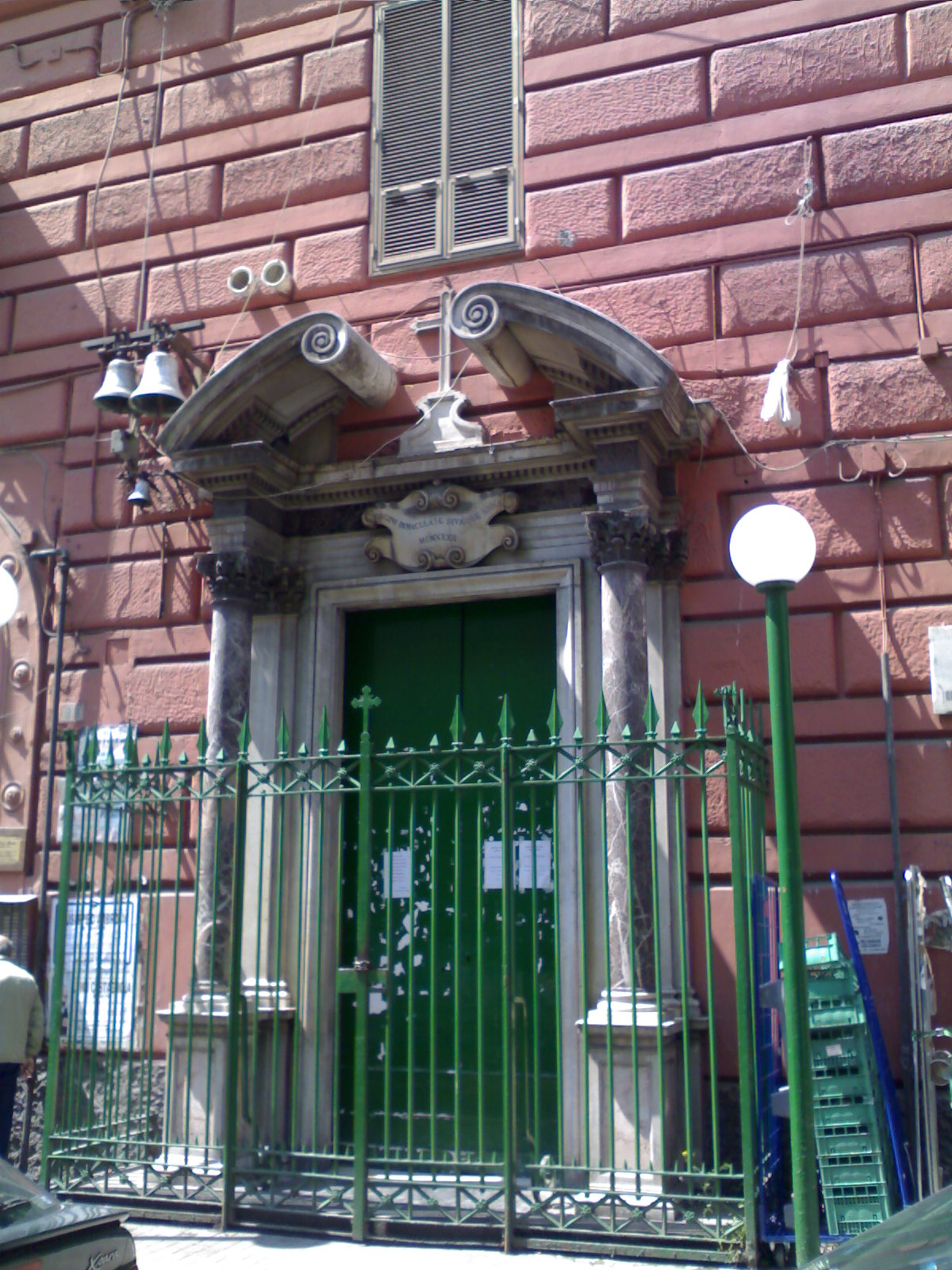
Iglesia de Sant'Anna al Vasto: portal.

El barrio se creó después del risanamento, con la ejecución de las leyes que preveían una expansión hacia la zona oriental: las viviendas son prevalentemente de carácter popular y fueron construidas por la Società del Risanamento, por las cooperativas de los trabajadores del ferrocarril y por particulares. Así se construyó el barrio Vasto, situado junto a la estación central, caracterizado por su toponimia dedicada a las ciudades italianas y cuya etimología es muy antigua y procede de la corrupción de guasto.
En el siglo XX se realizó una industria de la CEAT, hoy reconvertida en parte en una exposición de automóviles. Tras la Segunda Guerra Mundial, que afectó fuertemente a la zona, una parte del barrio fue reconstruida y también ha sido víctima de la especulación inmobiliaria.
En los últimos veinte años en el barrio se han eliminado algunos atentados ambientales frutos del despilfarro de dinero público, por ejemplo la autopista elevada del Corso Novara, construida a finales de los años ochenta y demolida en el año 2000, que unía sus dos extremos entre la Piazza Garibaldi y la Via Don Bosco para facilitar las conexiones entre la estación central y el aeropuerto, pero en detrimento del Corso Novara y la Via Arenaccia, las calles sobre las que se situaba el viaducto.
En 2007 se demolió además el Palazzo della SIP proyectado por Francesco Di Salvo, para permitir la construcción de un edificio de la Coop diseñado por Silvio D'Ascia.

## Plazas y calles
La arteria principal del barrio es el Corso Novara y su prolongación, la Via Arenaccia, además posee una extensa cuadrícula de calles dispuestas de manera ortogonal entre sí. Las otras arterias son el Corso Meridionale y la Via Nazionale, que termina en la Piazza Nazionale. Finalmente, el Corso Malta representa la única salida de la Tangenziale di Napoli en el Cuarto Municipio.

## Lugares de interés
En el barrio hay un número importante de iglesias construidas a principios del siglo XX. En la Via Lahalle se encuentra además la sede del Distrito Militar de Nápoles. Hay edificios que muestran un paso gradual de estilos diferentes como la cercana Estación de Nápoles Central y el Palazzo della Nuova Borsa Merci (realizado por Michele Capobianco, Massimo Pica Ciamarra y Riccardo Dalisi).
En el Corso Novara está la fábrica de la CEAT construida en los años treinta, mientras que en la Via Arenaccia está el ya citado hipermercado del Unicoop Tirreno. Siguiendo hacia Capodichino, a la derecha, el Palazzo dei vigili del fuoco di Vicaria.
En la Via Piazzolla al Trivio tiene su sede la fundación «'A voce d'e creature», fundación sin ánimo de lucro de Luigi Merola. En la Via Pignatelli está el Stadio Militare dell'Arenaccia, primer estadio del SSC Napoli. Por último, limita con el barrio el Centro Direzionale.
En el barrio nacieron Vincenzo De Crescenzo, autor de la célebre canción Luna Rossa, el cantante Eduardo De Crescenzo (nieto de Vincenzo), E. A. Mario, uno de los autores más célebres de la canción napolitana, que nació en una tienda del Vico Tutti I Santi. En el Vasto nacieron y crecieron también el conocido batería Gegè Di Giacomo, la actriz Lina Sastri y el cantante Peppino Gagliardi.

## Transporte
|  | El barrio está servido por la salida del Corso Malta de la Tangenziale.                                               |
|  | El barrio está servido por las líneas 1 y 2 del Metro, además de la Estación de Nápoles Central y la Circumvesuviana. |
|  | El barrio está servido por los autobuses y tranvías de la ciudad.                                                     |